# Jáchymov (powieść)
Jáchymov – powieść austriackiego pisarza Josefa Haslingera o charakterze biograficznym, która jest przetłumaczona na język czeski. Opowiada ona o tragicznym losie legendarnego bramkarza hokejowego Bohumila Modrego, który w 1950 został aresztowany i oskarżony o zdradę państwa. Za karę został zesłany do pracy w kopalniach uranu w Jáchymowie. Powieść powstała w 2011 roku.

## Historia
W roku 1988 Blanka Modra, córka Bohumila Modrego, opowiedziała Josefowi Haslingerowi historię swojego ojca, bramkarza legendarnej czechosłowackiej drużyny hokeja na lodzie. Drużyna narodowa, w której grał Modrý zdobyła w latach 1947 i 1949 tytuł mistrza świata, a w 1948 na Igrzyskach Olimpijskich w St. Moritz srebrny medal. Modrý zyskał wówczas sławę jako najlepszy bramkarz świata. W przededniu mistrzostw świata w Londynie w 1950 roku 13 graczy drużyny narodowej zostało aresztowanych. Wytoczony im został spektakularny proces o zdradę narodową i szpiegostwo. Modrý został skazany na 15 lat, po pięciu latach został zwolniony z aresztu. Podczas odbywanej kary więzienia pracował w kopalni uranu w Jachymowie. Więźniowie zmuszani byli do pracy bez jakichkolwiek ubrań ochronnych, w wyniku czego Modrý zachorował na białaczkę i w roku 1963 w wieku 46 lat zmarł.

## Treść i analiza
Czas ramowy powieści osadzony został w teraźniejszości, wydawca małego, ambitnego wiedeńskiego wydawnictwa Anselm Findeisen, spotyka podczas swojego wyjazdu do sanatorium w Jachymowie córkę legendarnego bramkarza Bohumila Moderego.
Findeisen namawia Blankę do spisania wspomnień o ojcu. I tak w tok opowiadania w czasie teraźniejszym wplatają się rozdziały poświęcone przeszłości. Córka bramkarza opisuje przeżycia rodziny, przytacza listy ojca, mówi o udrękach matki, wplata do tekstu wątki przeczytane w protokołach więziennych oraz uzewnętrznia swoje własne przemyślenia, refleksje i sny. Findeisen jest zdania, że „historia ta musi zostać opowiedziana, aby ludzie mogli nauczyć się rozumieć Europę” (s. 126). W tych fragmentach ożywa czas stalinowskiej Czechosłowacji, reżimu szargającego jednostką, a na tym tle powstaje historia człowieka, która warta jest zapamiętania, gdyż wielka historia zawsze składa się z małych ludzkich historii. Doświadczenia Bohumila Modrýego są świadectwem struktur panujących w Europie minionego wieku. Kopalnia uranu w Jachymowie jest tego przykładem: w czasach nazistowskich zmuszano tam do pracy Czechów, po wojnie Sudeckich Niemców, a zaraz później osoby, uznane za wrogów komunizmu, zdrajców narodowych. Haslinger poprzedził tekst mottem czeskiej pisarki Radki Denemarkovej: „Zarazili się plugastwem nazistów, nawet nie zdając sobie z tego sprawy”. Tym samym Haslinger tworzy ciągłość zadawanego bólu więźniom zmuszanym do pracy w kopalniach Jachymowa. Przedstawiony tragiczny los Bohumila Modrego jest przykładowym dla wielu istnień cierpiących prześladowania polityczne reżimów totalitarnych. To motyw powtarzający się w każdej powieści Haslingera. Ból, cierpienie jednego pokolenia przechodzą na kolejne, następujące po sobie generacje dziedziczą pamięć o traumatycznych przeżyciach członków rodziny.

## Cytaty
„Wolałbym jednak aby Pani sama to spisała, powiedział. Zwłaszcza tutaj, gdzie chętnie się żyje w cieniu historii, takie historie muszą być opowiedziane. Aby ludzie nauczyli się rozumieć Europę. Nauczyć się rozumieć Europę? Czy prowadzi Pan wydawnictwo oświatowe? Mnie nie chodzi o Europę, ale o mojego ojca. Chcę przynajmniej pośmiertnie oddać mu należny szacunek, który w 1950 roku został zszargany” (s. 126).
„Nauczyłyśmy się [matka i Blanka] czytać w listach od ojca [z więzienia] zawsze przeciwieństwa, ponieważ wszystkie jego listy musiały przejść przez cenzurę więzienną. Po śmierci mojej mamy wzięłam do siebie wszystkie listy ojca. Były przewiązane wstążką. Matka przechowywała je pięćdziesiąt lat. Kiedy zobaczyłam listy pierwszy razu, mogłam czytać tylko jeden, dwa naraz. Później kładłam się do łóżka i godzinami płakałam. Zanurzałam się w moim cierpieniu i w mojej nienawiści do wszystkich, którzy zrobili to mojemu ojcu i nam” (s. 36).